# Kläppa
Kläppa – miejscowość (tätort) w Szwecji, w regionie administracyjnym (län) Halland, w gminie Kungsbacka.
Według danych Szwedzkiego Urzędu Statystycznego liczba ludności wyniosła: 625 (31 grudnia 2015), 734 (31 grudnia 2018) i 737 (31 grudnia 2019).